# Комолых, Пелагея Николаевна
Пелагея Николаевна Комолых (23 сентября 1917 — 22 февраля 1990) — передовик советского сельского хозяйства, свинарка совхоза «Правда» Грязинского района Липецкой области, Герой Социалистического Труда (1966).

## Биография
Родилась в 1917 году в селе Княжая Байгора Усманского уезда Тамбовской губернии (ныне Грязинского района Липецкой области) в крестьянской семье.  
С пятнадцати лет начала работать в совхозе "Правда" Грязинского района. Сначала трудилась разнорабочей, позже перешла работать на свиноферму, где ей удалось стать передовиком производства. Она стала лучшей свинаркой района. Её группа свиноматок была самой большой, а приплод, благодаря подходам и ответственному труду, полностью сохранялся.    
В 1962 году, получив 22 поросёнка от каждой свиноматки, смогла добиться и высокого отъёмного веса: 20 килограммов и более. На ферме была создана школа передового опыта, где она смогла обучить не один десяток молодых сотрудниц.       
Указом Президиума Верховного Совета СССР от 22 марта 1966 года за получение высоких результатов в сельском хозяйстве и рекордные показатели в свиноводстве Пелагее Николаевне Комолых было присвоено звание Героя Социалистического Труда с вручением ордена Ленина и медали «Серп и Молот». 
Трудилась в хозяйстве до выхода на заслуженный отдых.   
Проживала в Грязинском районе. Умерла 22 февраля 1990 года.

## Награды
За трудовые успехи была удостоена:
- золотая звезда «Серп и Молот» (22.03.1966)
- орден Ленина (22.03.1966)
- другие медали.